# Нога Юрій Вікторович

Юрій Нога

Ю́рій Ві́кторович Нога (22 жовтня 1973 в селі Глибоке Бориспільського району на Київщині — 10 квітня 2012 в Борисполі) — український поет, прозаїк, перекладач, журналіст, публіцист, громадський діяч у галузі культури.

## Життєпис
У 1981 році пішов до першого класу школи № 1 Борисполя. Займався в групі танців при будинку культури, у спортивному класі з боксу, студії малювання. Перше своє оповідання «Червона гвоздика» він написав у другому класі.
1989 року вступив до Київського механіко-металургійного технікуму. Бере участь в організації Спілки незалежної української молоді (СНУМ). Співпрацює з Бориспільською організацією Народного руху України.
У 1989 року його забирали до КҐБ за участь у встановленні у Борисполі Хреста пам'яті жертв голодоморів і Павлові Чубинському.
У 1993 вступає до Харківського інституту міжнародних відносин. У Харкові він знайомиться з молодими та відомими письменниками і художниками, стає членом Творчої асоціації «500», засновниками якої є українські письменники Андрій Кокотюха, Сергій Руденко та Максим Розумний.
Проте вищу освіту здобуває вже в Академії легкої промисловості міста Києва за фахом «економіст».
На семінарі творчої молоді в Ірпені знайомиться з поетесою Мариною Брацило. У 2000 вони одружуються.
За Януковича разом із дружиною, поетесою Мариною Брацило, зазнали гонінь влади, їх незаконно затримували, допитували, вилучили комп'ютер, телефони, рукописи, особисті речі. Звинувачували у причетності до пошкодження бюста Сталіна в Запоріжжі.
Помер 10 квітня 2012 у своїй квартирі у Борисполі. Офіційна версія — серцевий напад.

## Творчість
- Рядки з сигаретної пачки: збірка поезій / Юрій В. Нога. — Київ: Смолоскип, 2014. — 58 с. : фот. — ISBN 978-617-7173-07-5 (ТОВ «Смолоскип»). — ISBN 978-966-1676-72-4 (МБФ «Смолоскип»)[6]
- Я завжди знаходжу світло: Поезія, проза, публіцистика, спогади про письменника / Юрій В. Нога. — Київ: "Видавництво Сергія Пантюка", 2016. — 112 с. іл.

## Громадська діяльність
Куратор молодіжних ініціатив видавництва і благодійного фонду «Смолоскип». Мережа творчих та активних людей, з котрими співпрацюють фонд і видавництво «Смолоскип», постала багато в чому саме завдяки зусиллям Юрія, котрий від середини 1990-х і до своєї смерті здійснив близько 100 поїздок у всі великі міста України, знайомлячись щоразу з десятками молодих науковців, митців, поетів, котрі пізніше ставали стипендіатами «Смолоскипа», лауреатами літературного конкурсу «Смолоскипа», учасниками Семінару творчої молоді в Ірпені.
Від самого постання цього семінару в 1995 році Юрій Нога працював у складі його оргкомітету, від початку 2000-х і до 2008 року був директором семінару, а з 2009 року — очолював його наглядову раду.
Упродовж понад 10 років, Юрій Нога займався організацією відбіркових та фінальних турів поетичного конкурсу «Молоде вино», що відкрив для сучасної української поезії багато нових імен.